# The Supremes Sing Country, Western and Pop
The Supremes Sing Country, Western and Pop è un album del gruppo musicale femminile R&B statunitense The Supremes, pubblicato nel 1965 dalla Motown Records. L'album è una raccolta di cover di celebri brani di musica country.

## Tracce
1. Funny How Time Slips Away (Willie Nelson, originally by Nelson)
2. My Heart Can't Take It No More (Clarence Paul)
3. It Makes No Difference Now (Floyd Tillman, originally by Eddy Arnold)
4. You Didn't Care (Paul)
5. Tears in Vain (Paul)
6. Tumbling Tumbleweeds (Bob Nolan, originally by Sons of the Pioneers)
7. Lazy Bones (Johnny Mercer, Hoagy Carmichael)
8. You Need Me
9. Baby Doll (Paul, Stevie Wonder)
10. Sunset (Paul, Wonder)
11. (The Man With the) Rock and Roll Banjo Band (Paul, Berry Gordy, Jr.)

## Singoli
- My Heart Can't Take It No More/You Bring Back Memories (Motown 1040, 1963)

## Classifiche
| Classifica(1965)   | Posizione più alta |
| ------------------ | ------------------ |
| U.S. Billboard 200 | 79                 |